# Ben Sherman

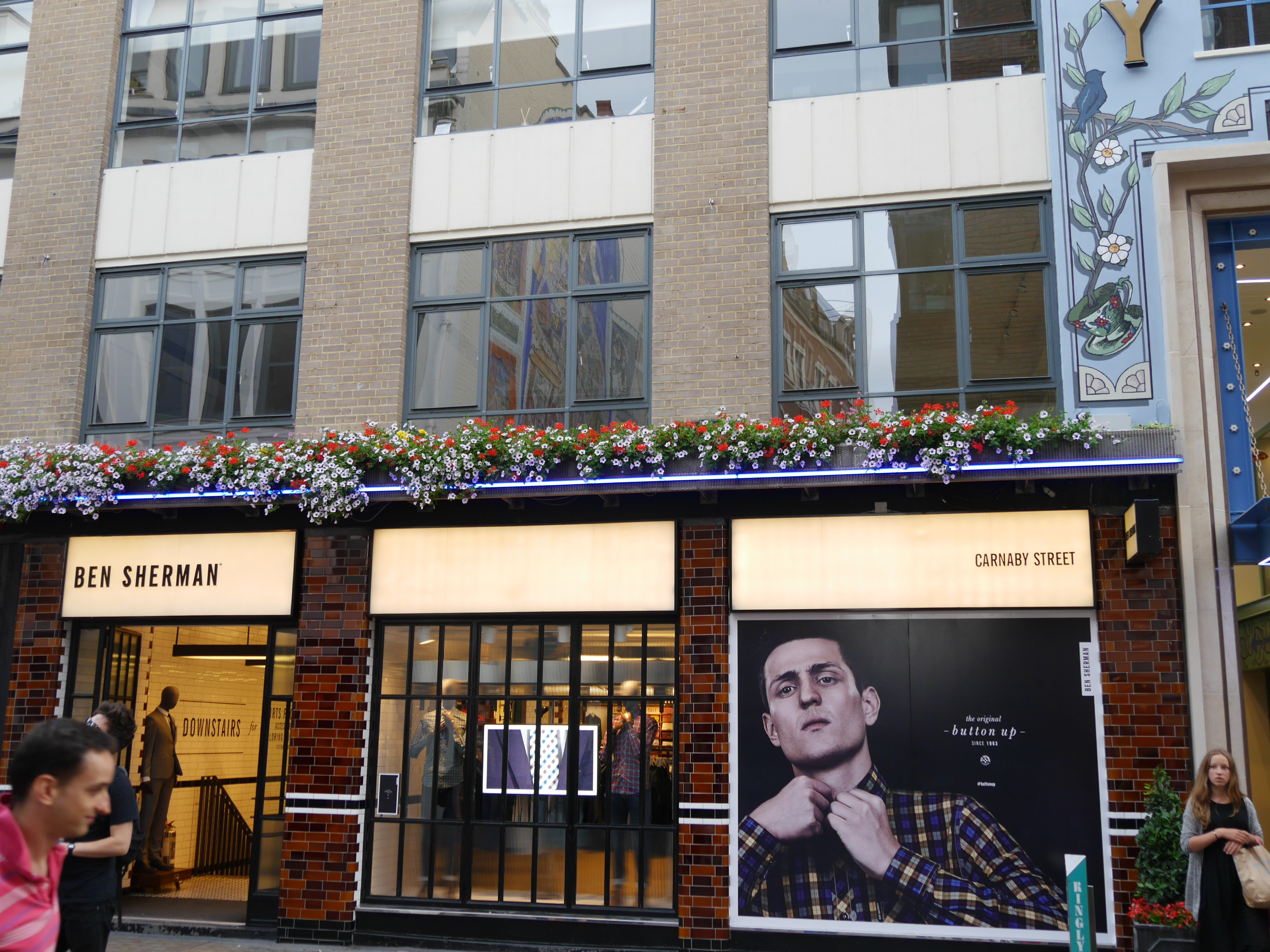
50 Carnaby Street, Londres

Ben Sherman es una marca de ropa de origen londinense, fundada por Arthur Benjamin Sugarman en 1963. Judío, nacido en Brighton, aprendió a comerciar gracias a su padre, vendedor de profesión. En 1946, emigró con su familia a Estados Unidos a través de Canadá y acabó adoptando la nacionalidad estadounidense. Contrajo matrimonio con una productora de ropa californiana y tras regresar a Brighton, levantó una fábrica de camisas en el número 21 de BedfordSquare. Ben Sherman se caracteriza por la confección de camisas, aunque también es reconocida por la fabricación de sus famosas chaquetas 'Bomber' o 'Harrington jacket'. Su logo, aparte de tener el nombre de la marca manuscrito, usa los colores de la Royal Air Force del Reino Unido, con una escarapela roja, blanca y azul (también llamado Roundel que consiste en un disco circular utilizado como símbolo de las fuerzas aeronáuticas de diferentes países). 
En Estados Unidos, en los años 60 el jazz marcaba tendencia y con él la cultura Mod y las marcas de camisas de tela Oxford y botones de marcas como Brooks Brothers o Arrow y Hathaway. En Europa no existía todavía alternativas a estas producciones americanas por lo que era necesario importar este tipo de contenido con todo lo que eso conlleva. Sugarman dio buena cuenta de esta necesidad y diseñó camisas con estos requisitos pero que además mejoraban la calidad de fabricación americana e incorporaban detalles adicionales en botones y costuras. Creando la etiqueta Ben Sherman Originals en 1965, su crecimiento fue exponencial hasta 1975 cuando vendió su firma. Ben Sherman ha pasado por muchas manos conservando siempre su origen y sus diseños.
Fue una marca típica de mods y posteriormente skinheads, siendo fácilmente reconocibles por ser habitualmente de pequeños cuadros, corte muy ajustado al cuerpo, botón en la parte posterior del cuello y, en las de manga corta, llevar dos característicos cortes en el centro de la manga.
Ha sido también una marca muy utilizada por los grupos musicales y tuvo su resurgir con la nueva ola de britpop de los 90. Siendo una marca que está muy extendida por todo el Reino Unido, es muy sencillo encontrarla en Carnaby Street, lugar clásico para comprar ropa de estilo mod.